# Mitsubishi Zuisei
Il Mitsubishi Zuisei (瑞星?, Stella della speranza) fu un motore aeronautico a combustione interna con architettura radiale, 14 cilindri doppia stella raffreddato ad aria sviluppato dalla divisione motoristica della Mitsubishi Heavy Industries nei primi anni trenta.
Evoluzione del precedente Mitsubishi Kinsei, del quale conservava la stessa architettura, fu caratterizzato dalle dimensioni estremamente ridotte, tra i più piccoli radiali ad uso aeronautico mai realizzati. Indicato dall'azienda come A14 durante la fase sperimentale, a seguito della revisione del sistema di designazione alfabetico venne ufficialmente indicato MK2 per la versione avviata alla serie, quindi, in base alle diverse convenzioni, indicato Ha-26 e Ha-102 dell'Esercito imperiale giapponese e "Zuisei" dalla marina imperiale. La sua designazione unificata fu [Ha-31].

## Storia del progetto
Dopo che l'ufficio tecnico Mitsubishi ebbe modo di studiare un Pratt & Whitney R-1690 Hornet, decise di avviare lo sviluppo di un motore che manteneva alcuni concetti costruttivi del motore statunitense ma al fine di aumentare la potenza erogata disporre i singoli cilindri non più su una singola stella di nove elementi ma su due file, con sette cilindri l'una opportunamente sfalsati per ricevere sufficiente flusso d'aria per il raffreddamento dei pacchi radianti.
Il risultato fu un motore caratterizzato da un alesaggio da 140 mm che per una corsa di 130 mm portava la cilindrata complessiva del motore a 28 litri, con una potenza nominale disponibile di 1 080 hp (805 kW) al decollo e 1 055 hp (787 kW) alla quota di 2 800 m (9 185 ft).
L'azienda utilizzò il sistema di designazione alfanumerico standard per identificare questo motore mentre era ancora in fase di sviluppo. La designazione MK2 raggruppa in sequenza i codici identificativi per il produttore, in questo caso "M" per Mitsubishi, seguito dalla lettera che identifica la tipologia del motore, in questo caso "K" per motori raffreddati ad aria, terminando con il numero identificativo del progetto consecutivo, in questo caso "2" riferito al secondo progetto sviluppato dall'azienda. Ulteriori sviluppi del modello venivano quindi identificate con un'ulteriore lettera che seguiva la prima sequenza di tre caratteri, con la "A" che indicava la versione originale o la prima variante.
La Mitsubishi ha avuto anche la consuetudine di assegnare ai suoi motori un breve nome di due sillabe riferiti a oggetti astronomici. La sequenza di denominazione ha iniziato con questo motore, affiancando al MK2 il nome Zuisei (Stella della speranza), seguito nell'ordine dall'MK4 Kinsei (Venere) e dall'MK8 Kasei (Marte).

## Versioni
MK2A Zuisei 11
875 hp (652,5 kW), 2540 giri/min al decollo,
925 hp (689,8 kW), 2450 giri/min a 1 800 m (5 905,5 ft)
MK2B Zuisei 12
780 hp (581,6 kW), 2540 giri/min al decollo,
875 hp (652,5 kW) 2540 giri/min a 3 600 m (11 811,0 ft)
MK2C Zuisei 13
1 080 hp (805,4 kW), 2700 giri/min al decollo,
950 hp (708,4 kW) 2600 giri/min a 6 000 m (19 685,0 ft)
MK2C Zuisei 14 Ha-26-I
850 hp (633,8 kW), 2650 giri/min al decollo,
900 hp (671,1 kW) 2650 giri/min a 3 500 m (11 482,9 ft)
MK2C Zuisei 15 Ha-26-II
940 hp (701,0 kW), 2650 giri/min al decollo,
950 hp (708,4 kW) 2650 giri/min a 6 000 m (19 685,0 ft)
MK2D Zuisei 21 Ha-102
1 080 hp (805,4 kW), 2700 giri/min al decollo,
1 050 hp (783,0 kW) 2700 giri/min a 2 800 m (9 186,4 ft),
950 hp (708,4 kW) 2700 giri/min a 5 800 m (19 028,9 ft)

## Applicazioni
Giappone
- Mitsubishi A6M (solo prototipo)[2]
- Kawanishi E7K[5]
- Mitsubishi F1M[6]
- Mitsubishi G5M1[7]
- Kawasaki Ki-45[8]
- Mitsubishi Ki-46[8]
- Mitsubishi Ki-57[9]
- Kokusai Ki-105[10]